# 부짐

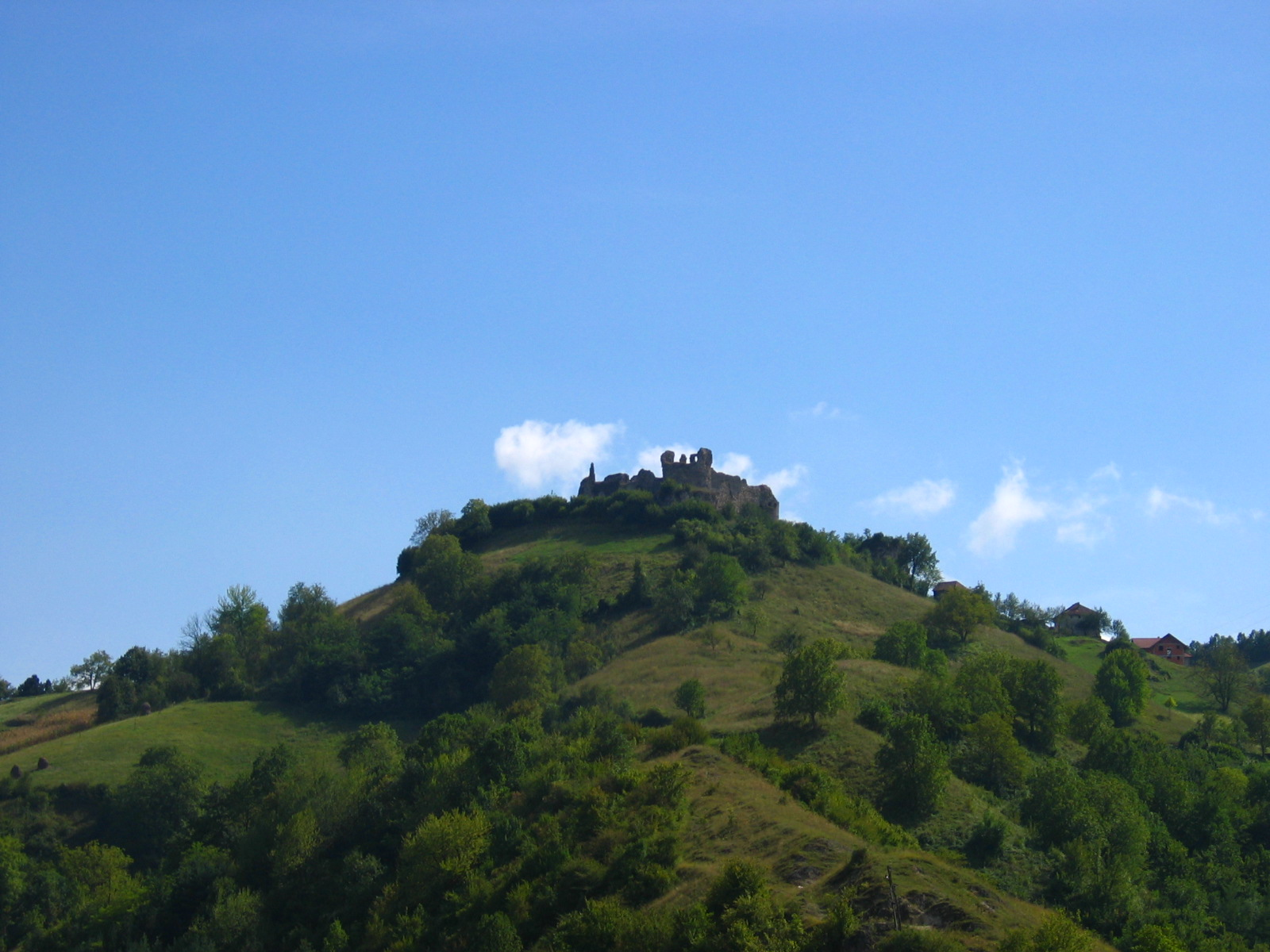
부짐 성

부짐의 위치

부짐(보스니아어: Bužim, 크로아티아어: Bužim, 세르비아어: Бужим, Bužim)은 보스니아 헤르체고비나의 도시로 면적은 129km2, 인구는 20,298명(2013년 기준), 인구 밀도는 157.3명/km2이다. 행정 구역상으로는 보스니아 헤르체고비나 연방에 속하는 주인 우나사나 주에 위치하며 크로아티아와 국경을 접한다.

## 같이 보기
- 우나사나주
- 보산스카크라이나